# Dvaja a pes
Dvaja a pes je československý animovaný seriál, který zobrazuje příhody dvou vysloužilých klaunů a jejich psa Pufina. Seriál byl vyroben v roce 1985. Režisérem byl Vladimír Pikalík.

## Seznam dílů
1. Nové topánky
2. Koho stretli
3. Ako sa motorizovali
4. Rúbanisko
5. Ufonec
6. Ako si našli priateľa
7. Ako pomohli poníkovi